# Burgstall Möningerberg

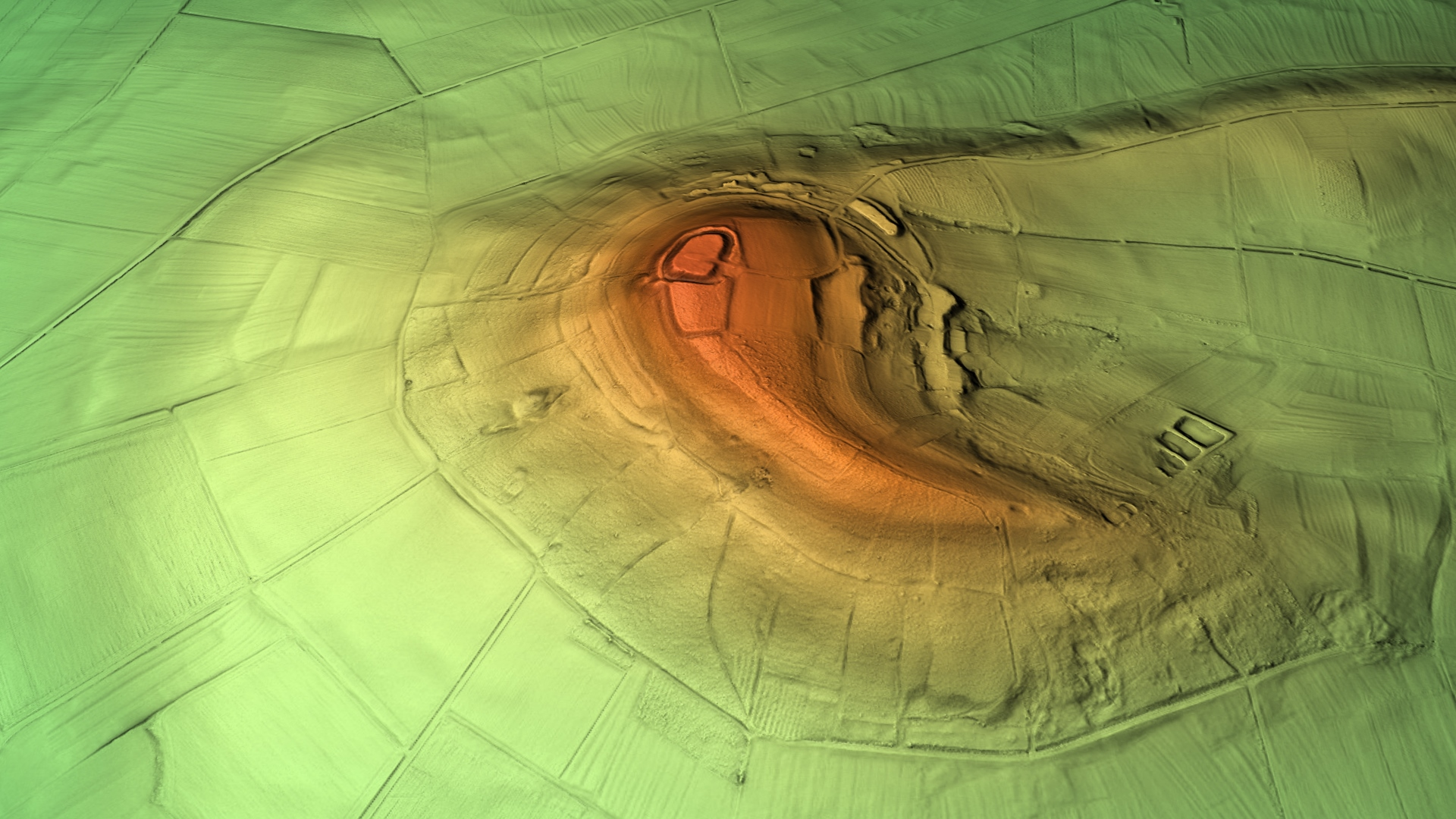
3D-Ansicht des digitalen Geländemodells

Der Burgstall Möningerberg ist eine abgegangene mittelalterliche Spornburg, die etwa 1400 m südsüdwestlich von Möning liegt, heute einem Gemeindeteil der der Oberpfälzer Stadt Freystadt im Landkreis Neumarkt in der Oberpfalz von Bayern. Der Burgstall liegt am Nordende des Möningerbergs. Die Anlage wird als Bodendenkmal unter der Aktennummer D-3-6733-0008 unter der Beschreibung „vorgeschichtliche Höhensiedlung, mittelalterlicher Burgstall, spätmittelalterliche und frühneuzeitliche Klosterwüstung, untertägige Befunde im Bereich der ehem. Wallfahrtskapelle Vierzehn Nothelfer, darunter die Spuren von Vorgängerbauten“ geführt. 

## Beschreibung
Das Nordende des Möningerbergs wird von einem Ringgraben umschlossen, der eine Fläche von 36 × 65 m umfasst. Wo er die Höhe quert, verläuft er geradlinig wie ein Abschnittsgraben ohne Wall, sonst ist der Aushub nach außen zu einem Wall aufgeschüttet. Vor dem Eingang der hier im 19. Jahrhundert auf dem Burgplateau errichteten Wallfahrtskapelle Vierzehn Nothelfer ist der Graben zugeschüttet und der Wall abgetragen. Ungefähr 60 m südlich des Abschnittsgrabens zieht sich über zwei Drittel des Höhenrückens eine nach Süden gerichtete 1 m hohe Stufe. Vor ihr liegt eine schwache Mulde, vermutlich der Rest eines Grabens.

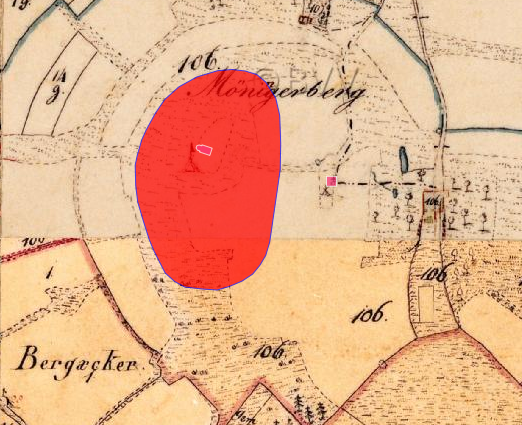
Lageplan des Burgstalls Möningerberg auf dem Urkataster von Bayern

Auf dem Möningerberg wurde auf Betreiben des Wanderpredigers Johannes Capistranus und mit Erlaubnis von Pfalzgraf Otto 1452 ein Franziskanerkloster gegründet, möglicherweise wurde die bestehende Anlage dafür genutzt. Das Kloster bestand nur 100 Jahre, 1555 wurde es im Zuge der Reformation von Ottheinrich aufgehoben und zerstört. Die Steine wurden ab 1681 zum Bau der Kirche des Franziskanerklosters von Freystadt verwendet.

## Geschichte
Im 12. Jahrhundert werden hier die Herren von Menege oder Meningen genannt, so 1142 der Ministeriale Herolt de Menge als Zeuge einer Schenkungsurkunde des Heinrich Jasomirgott an das Kloster Plankstetten. Auch in den folgenden Jahrhunderten werden hier Ortsadelige genannt, die sich nach Möningen nennen. Ein Teil der Besitzungen zu Möning wurde von Ulrich von Sulzbürg am 15. Januar 1286 an das Kloster Seligenporten verkauft.